# Газовоз

Таблиця новозбудованих LNG -газовозів з 1965 по 2022 рік.

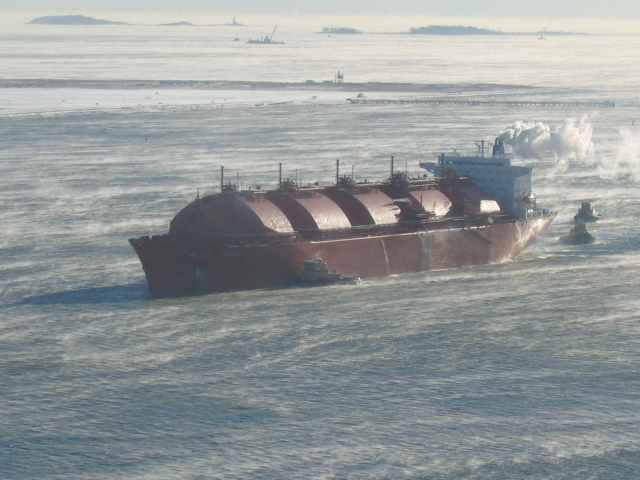
Газовоз із зрідженим природним газом прибуває в Бостон

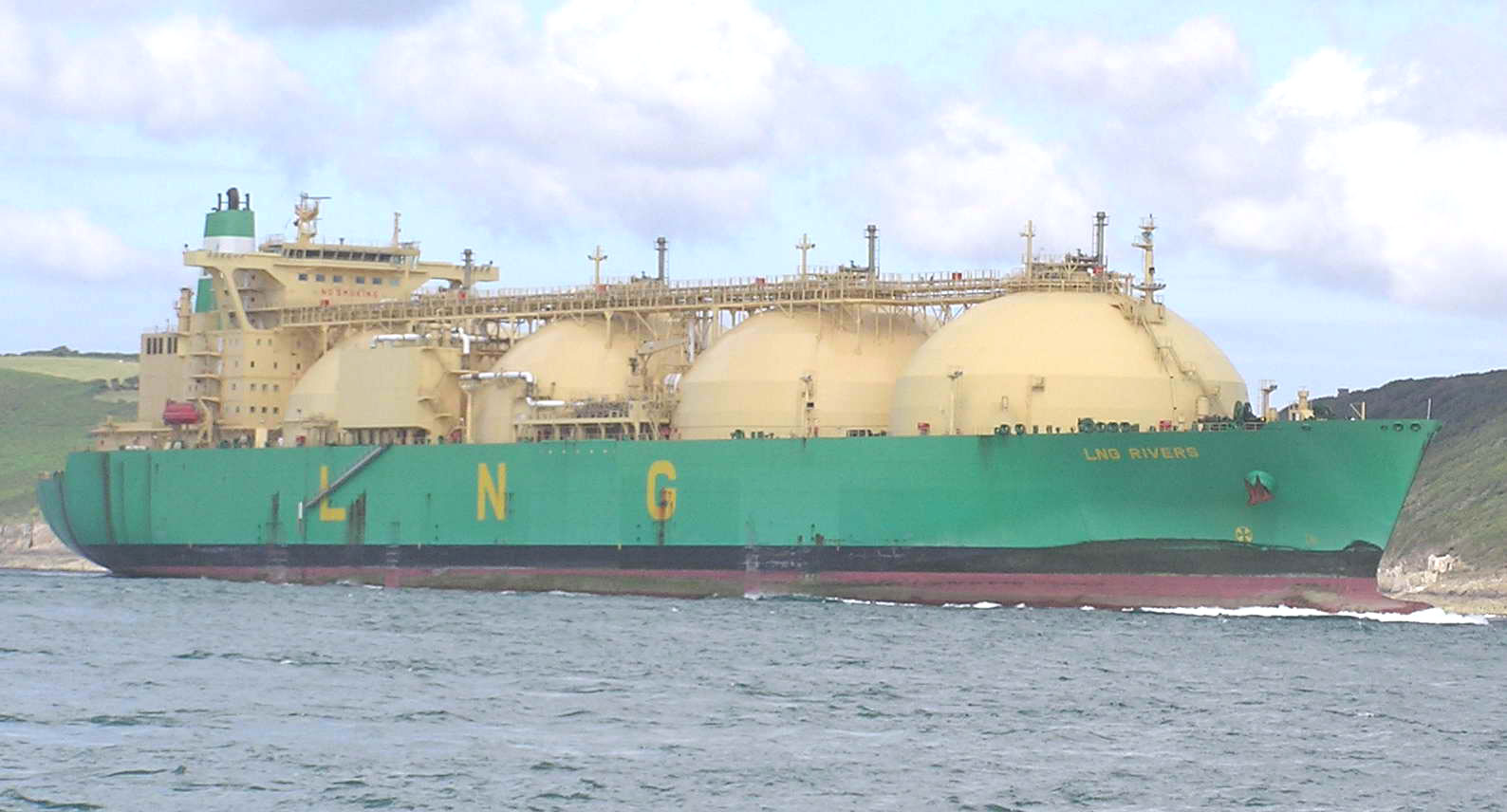
Газовоз LNG Rivers, типу Moss-type місткістю 135 000 м³ (4 770 000 кубічних футів)

Газово́з (англ. gas carrier; нім. Gastanker m) — судно для перевезення газів, передусім зріджених (скраплених).
Розрізняють за призначенням, способом перевезення газу, а також конструкції судна.
Газовози за призначенням розділяють на три головні групи:
- для скраплених нафтових газів (пропан, бутан, їх суміш), а також пропілену;
- для етану та етилену;
- для скрапленого природного газу (метану).

Незначна кількість суден запроєктована для використання як багатоцільових (універсальних) газовозів. Крім того, існують судна для транспортування вуглекислого газу та проектуються танкери для перевезень водню.
Кожна наступна з перелічених трьох основних груп потребує більшого ступеня охолодження продукту — пропілен зріджується при −47,6 °C (пропан і бутан мають вищу температуру кипіння, тому саме похідний від пропану олефін визначає порогове значення), етилен при −103,7 °C (для етану достатньо −89 °С), а метан при −161,6 °C. Також для перевезень першої групи може застосовуватись підвищений тиск, який (повністю або частково) компенсує відсутність зазначеного вище охолодження. У 2016 році став до ладу перший танкер для транспортування метану під тиском (Jayanti Baruna).
Цистерни газовозів підрозділяють на вбудовані, мембранні, напівмембранні і вкладні. Вбудовані — частина конструкції корпуса, мембранні складаються з тонкої оболонки, яка не несе навантаження. Напівмембранні мають елементи перших і других. Вкладні цистерни автономні від корпуса. Форма газових цистерн газовоза — призматична, сферична, циліндрична та інші.
Вперше перевезення скраплених газів спеціальними суднами здійснена компанією «Shell» на початку 30-х років XX століття. Сучасні міжнародні перевезення скрапленого газу становлять близько 20 % загального обсягу природного газу, який транспортується споживачам.
Крім того, газовозами називають спеціальні вантажні автомобілі, призначені для перевезення і заправки зрідженими вуглеводневими газами автомобілів або для зливу в стаціонарні ємності газонаповнювальних станцій власним насосом по лічильнику.